# سراوق
سراوق أو ساراواك  أو سراواك (بالبهاسا: Sarawak) هو أحد الإقليمين الماليزيين على جزيرة بورنيو. و داخله تقع دولة بروناي. تعتبر سراوق هي الأكبر بين الولايات الـ13، بمساحة تكاد تساوي مساحة شبه الجزيرة الماليزية، وتقع في شمال غرب جزيرة بورنيو، وتحدها ولاية صباح الماليزية من الشمال الشرقي، وكاليمانتان (الجزء الإندونيسي من بورنيو) من الجنوب، وبروناي في الشمال. العاصمة، كوتشينغ، هي أكبر مدينة في سراوق، والمركز الاقتصادي للولاية، ومقر حكومة ولاية سراوق. تشمل المدن والبلدات الأخرى في سراوق ميري وسيبو وبينتولو. اعتباراً من تعداد عام 2015، كان عدد سكان سراوق 2،636،000.
تتمتع سراوق بمناخ استوائي مع غابات استوائية مطيرة ووفرة الأنواع الحيوانية والنباتية. لديها العديد من أنظمة الكهوف البارزة في حديقة جونونج مولو الوطنية. نهر راجانج هو أطول نهر في ماليزيا. يقع سد باكون، أحد أكبر السدود في جنوب شرق آسيا، على أحد روافده، نهر بالوي. قمة مورو هي أعلى نقطة في سراوق.

## التاريخ
أقدم مستوطنة بشرية معروفة في ساراواك ، في كهوف نياه ، يعود تاريخها إلى 40 ألف عام.  تم اكتشاف سلسلة من الخزفيات الصينية مؤرخة من القرن الثامن إلى القرن الثالث عشر الميلادي في موقع سانتوبونغ الأثري.  وقعت المناطق الساحلية في ساراواك تحت تأثير سراوق دارالهنا في القرن السادس عشر.  في عام 1839 ، وصل المستكشف البريطاني جيمس بروك إلى ساراواك.  حكم هو ونسله البلاد من عام 1841 إلى عام 1946. خلال الحرب العالمية الثانية ،  احتلها اليابانيون لمدة ثلاث سنوات.  بعد الحرب ، تنازل تشارلز فينر بروك ، آخر راجا أبيض ، عن ساراواك لبريطانيا ، وفي عام 1946 أصبحت مستعمرة للتاج.  في 22 يوليو 1963 ، مُنحت ساراواك الحكم الذاتي من قبل البريطانيين وأصبحت فيما بعد أحد الأعضاء المؤسسين لماليزيا ، التي تأسست في 16 سبتمبر 1963. ومع ذلك ، عارضت إندونيسيا الاتحاد الذي أدى إلى إندونيسيا-  المواجهة الماليزية التي استمرت ثلاث سنوات.
أدى إنشاء ماليزيا أيضًا إلى تمرد  شيوعي استمر حتى عام 1990. رأس الدولة هو الحاكم ، بينما رئيس الحكومة هو رئيس الوزراء.  ساراواك مقسمة إلى أقسام ومقاطعات إدارية ، يحكمها نظام على غرار النظام البرلماني وستمنستر وكان أول مجلس تشريعي للولاية في ماليزيا.  بموجب الدستور الماليزي ، تتمتع ساراواك بحكم ذاتي أكثر من دول شبه جزيرة ماليزيا.  نظرًا لمواردها الطبيعية ، تتخصص ساراواك في تصدير النفط والغاز ،  الأخشاب ونخيل الزيت ، ولكن لديها أيضًا قطاعات قوية في التصنيع والطاقة والسياحة.  إنه متنوع عرقيا وثقافيا ولغويا.  المجموعات العرقية الرئيسية بما في ذلك إيبان ، الملايو ، الصينيون ، ميلانو ، بيدايو ، وأورانج أولو.  اللغة  الملايو و الإنجليزية هما اللغتان الرسميتان للبلد.

## الديانة
المسيحية هي الديانة الأكبر في سراوق ، حيث تمثل 50.1٪ من إجمالي السكان حسب تعداد 2021. وهذا يجعل سراوق الولاية الوحيدة في ماليزيا حيث يفوق عدد المسيحيين عدد المسلمين. كان أوائل المبشرين المسيحيين في سراوق هم الكنيسة الإنجليزية (الأنجليكانية) في عام 1848، وتبعهم الروم الكاثوليك بعد ذلك بسنوات قليلة، ثم الميثوديون في عام 1903. وقد حدث التبشير لأول مرة بين المهاجرين الصينيين قبل أن ينتشر إلى الأرواحيون الأصليين. تُمارس البوذية والطاوية والدين الشعبي الصيني في الغالب من قبل الماليزيين الصينيين. الديانات الصغيرة الأخرى في سراوق هي العقيدة البهائية، الهندوسية، السيخية، والروحانية.
| الديانة في سراوق (2020) | الديانة في سراوق (2020) | الديانة في سراوق (2020) | الديانة في سراوق (2020) | الديانة في سراوق (2020) |
| ----------------------- | ----------------------- | ----------------------- | ----------------------- | ----------------------- |
| الديانة                 | الديانة                 |                         | النسبة                  | النسبة                  |
| المسيحية                | المسيحية                |                         | 50.1%                   | 50.1%                   |
| الإسلام                 | الإسلام                 |                         | 34.2%                   | 34.2%                   |
| البوذية                 | البوذية                 |                         | 12.8%                   | 12.8%                   |
| أخرى                    | أخرى                    |                         | 2.9%                    | 2.9%                    |

على الرغم من أن الإسلام هو الدين الرسمي لماليزيا، إلا أن سراوق ليس لديها دين رسمي للدولة.

خلال رئاسة عبد الرحمن يعقوب، عُدّل دستور سراوق لجعل يانغ دي بيرتوان أغونغ هو رأس الإسلام في سراوق  وتمكين مجلس الولاية من إصدار القوانين المتعلقة بالشؤون الإسلامية. مع مثل هذه الأحكام، يمكن صياغة السياسات الإسلامية في سراوق ويمكن إنشاء وكالات الدولة الإسلامية. مكّن قانون مجلس الإسلام لعام 1978 من إنشاء محاكم شرعية في سراوق مع صلاحيات قضائية في قضايا الزواج وحضانة الأطفال والخطبة والميراث والقضايا الجنائية في الولاية. كما شكلت محكمة استئناف ومحاكم للقاضي.

مواقع دينية في سرواق
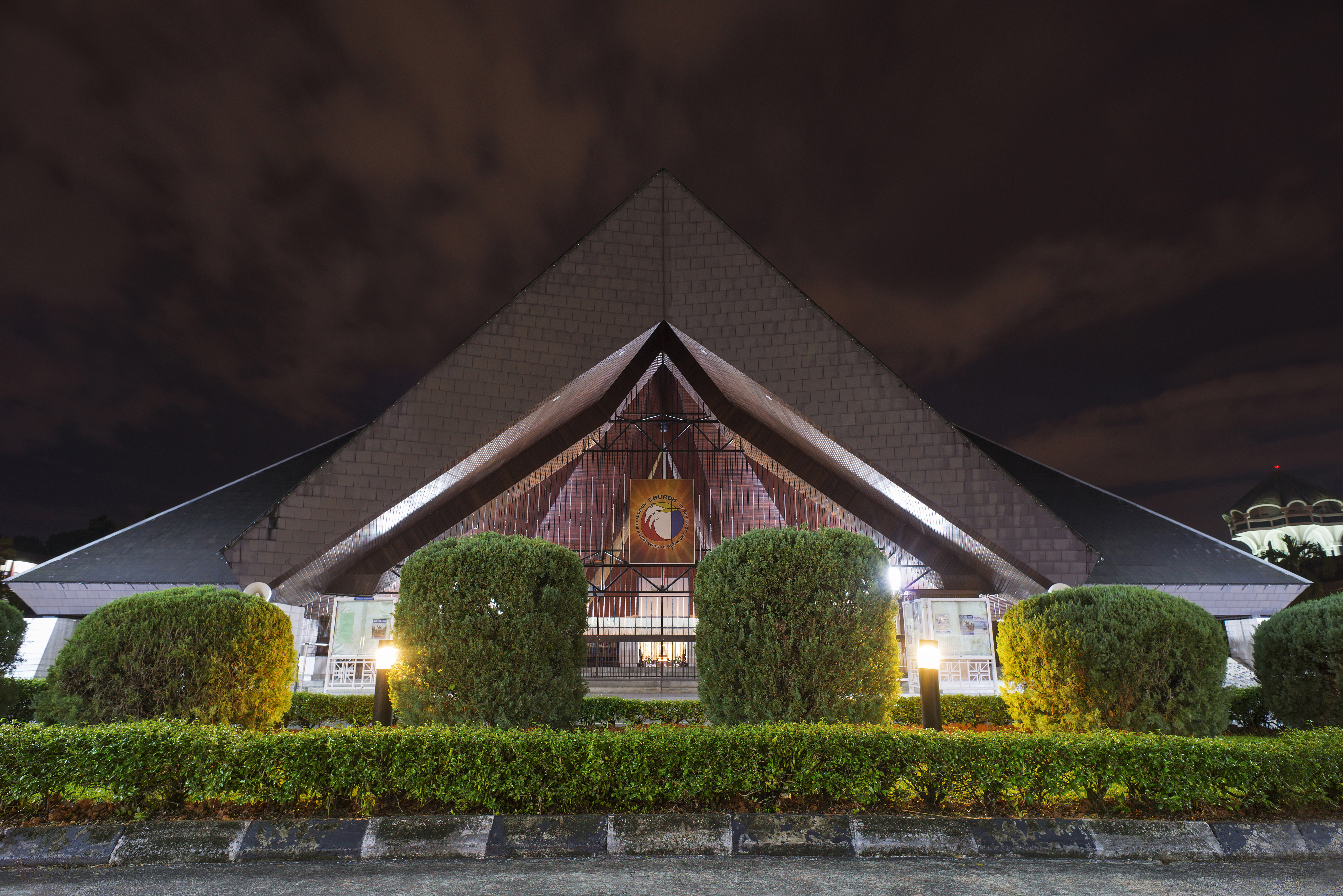
كاتدرائية القديس يوسف
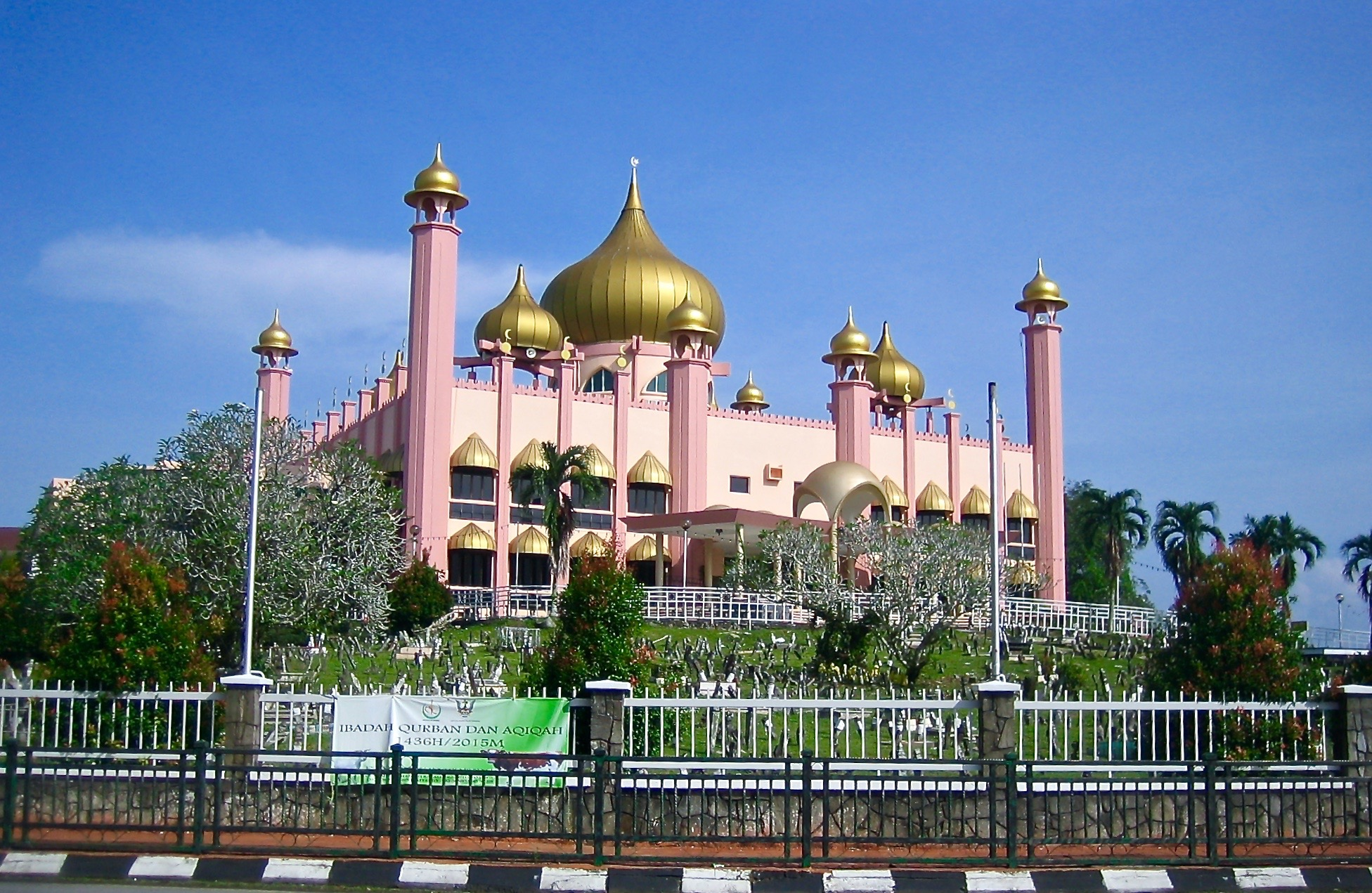
مسجد ولاية سرواق القديم
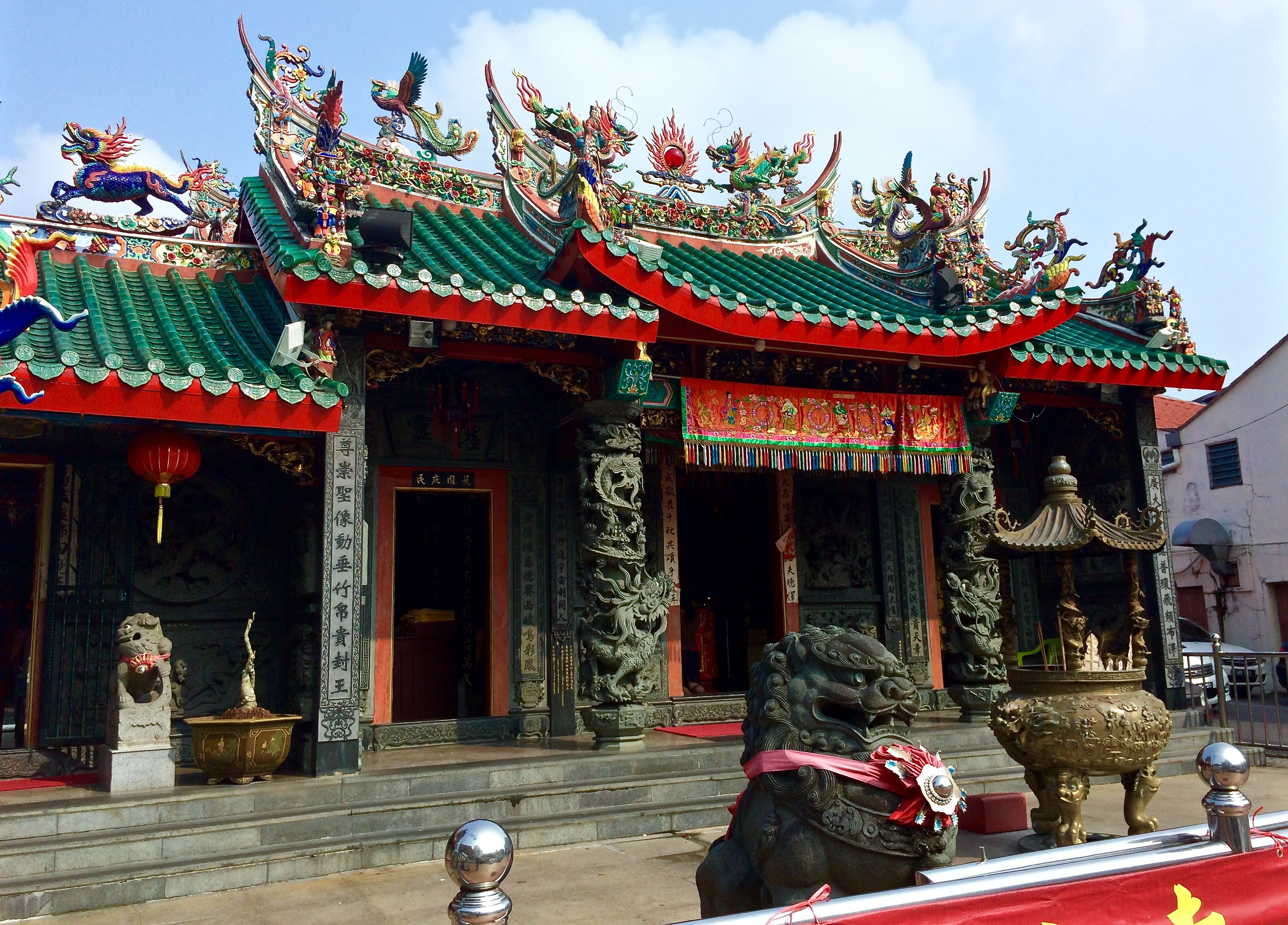
معبد هونغ سان سي

## معرض صور

مناظر طبيعية
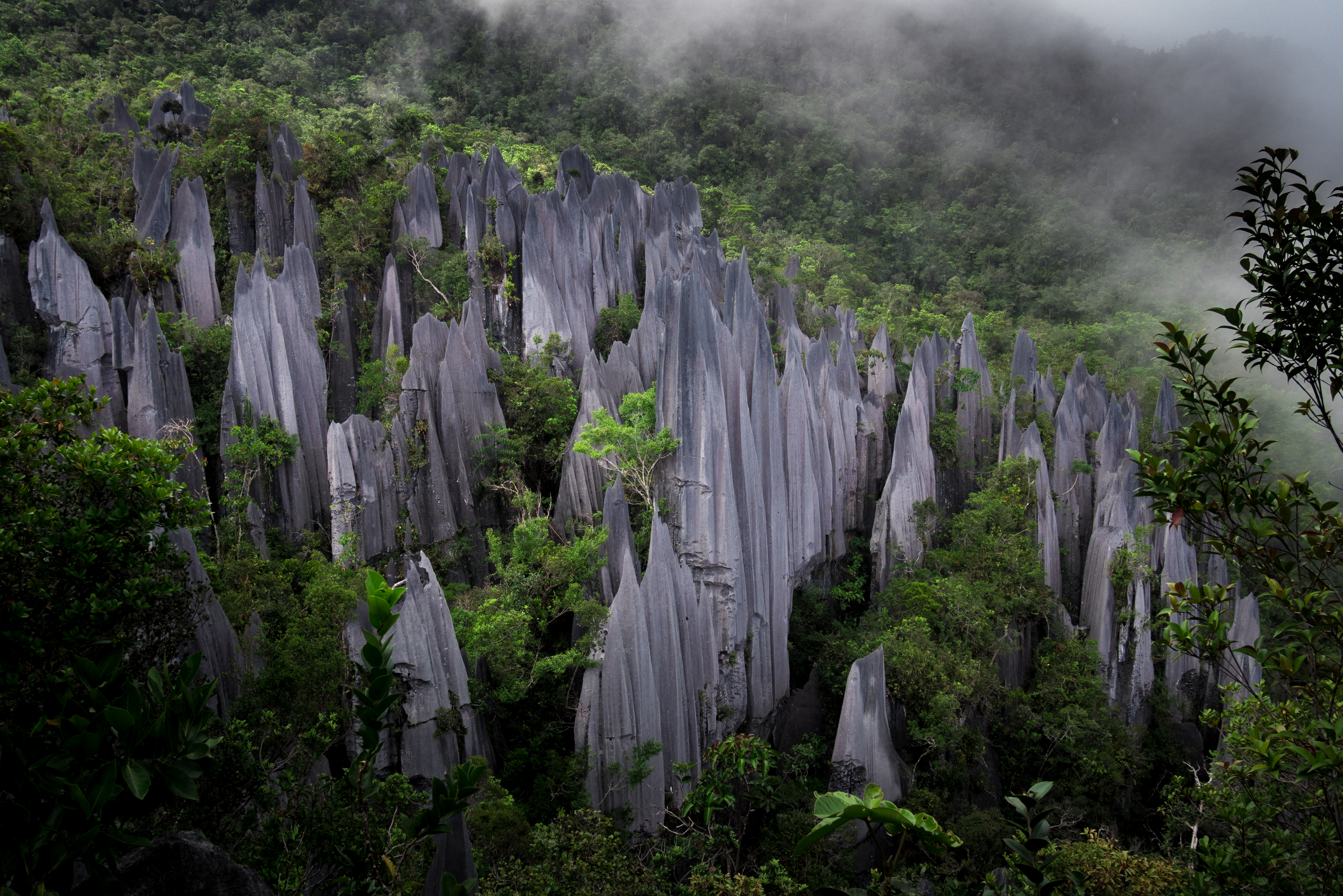
فوق غابة حديقة جبل مولو الوطنية
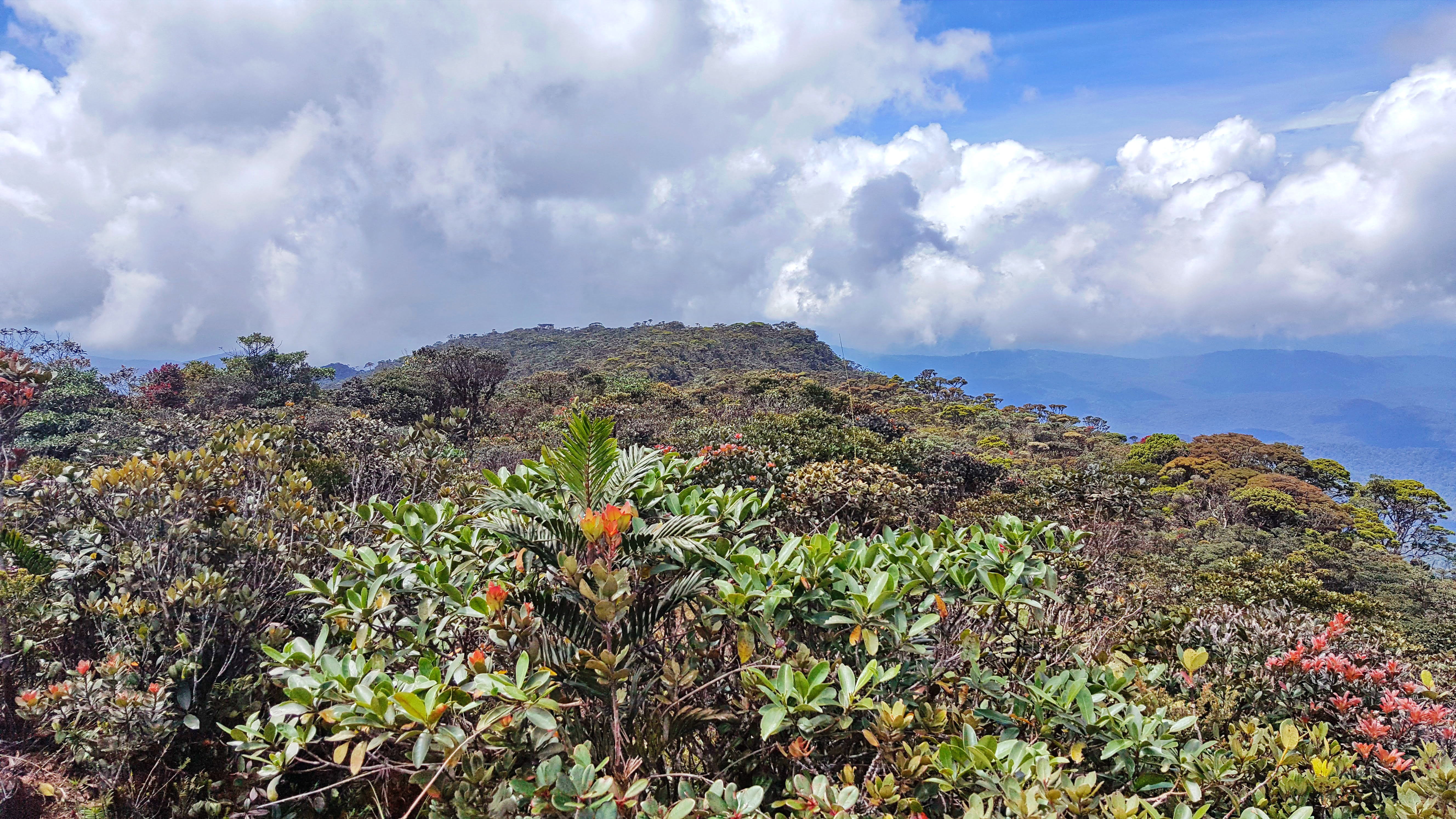
الغطاء النباتي في قمة Mount Murud
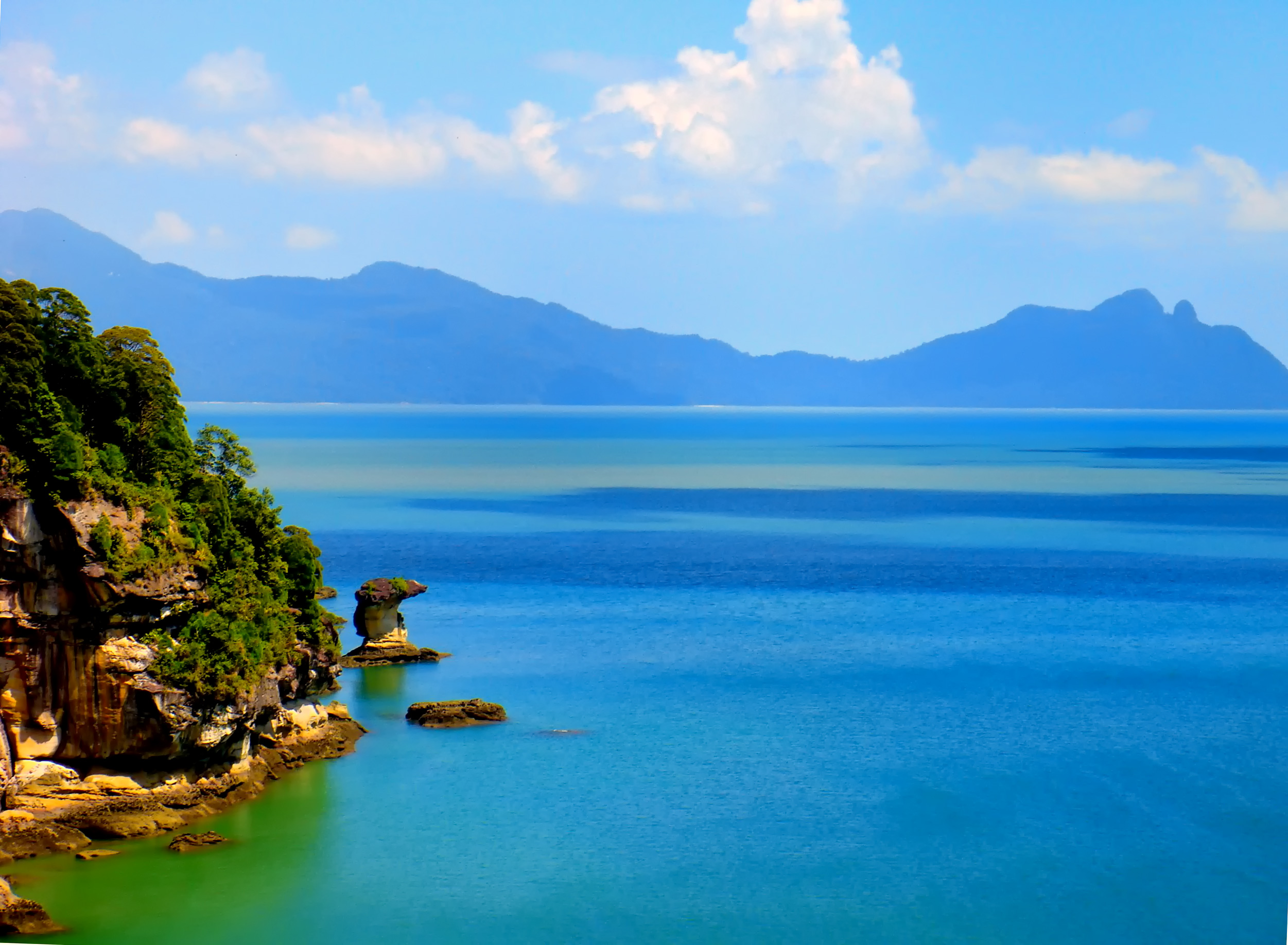
بحر الصين الجنوبي منظر من سرواق
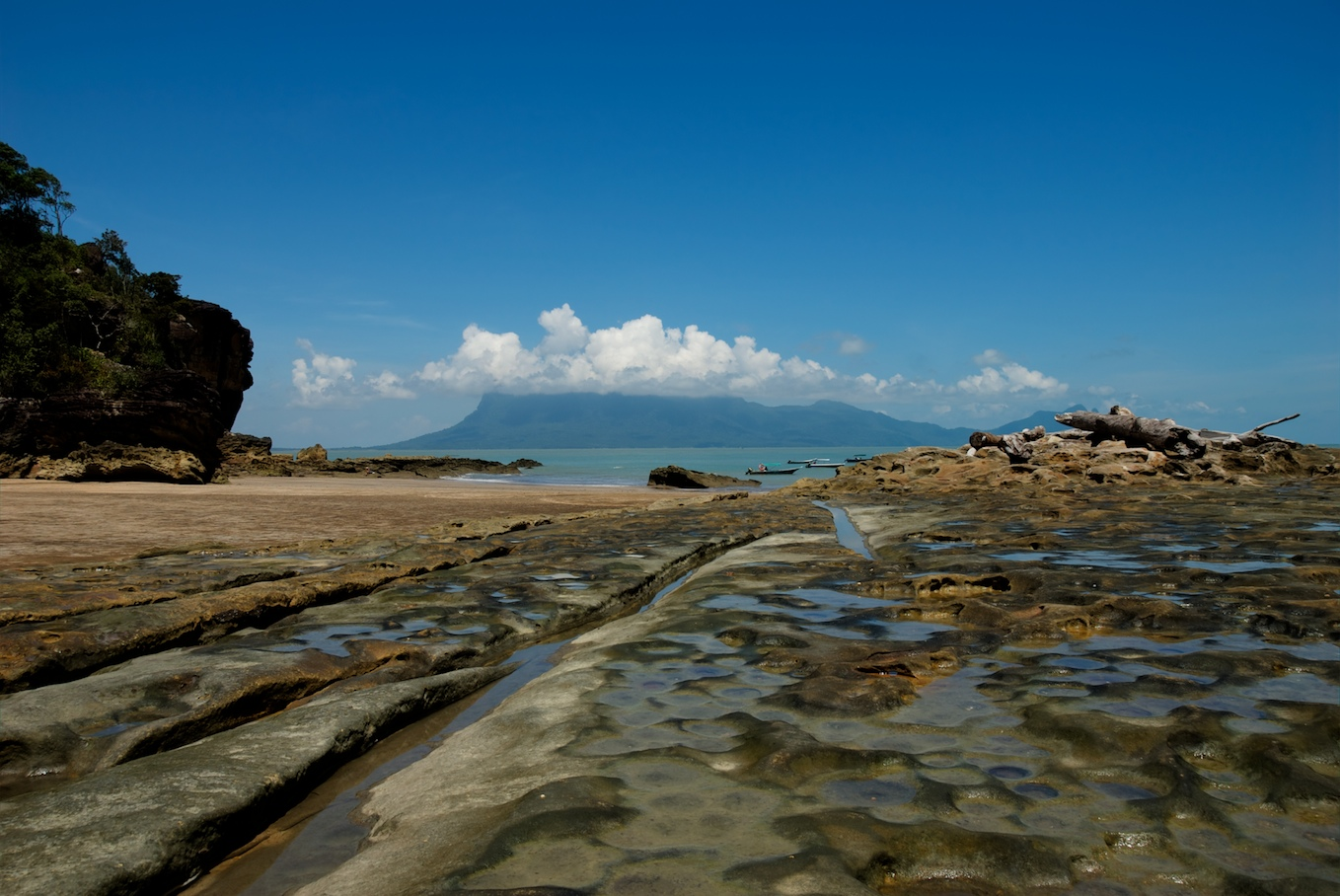
أجزاء من Bako National Park